# Монкоси-Старі
Монкоси-Старі (пол. Mąkosy Stare) — село в Польщі, у гміні Ястшембія Радомського повіту Мазовецького воєводства.
Населення — 442 особи (2011).
У 1975-1998 роках село належало до Радомського воєводства.

## Демографія
Демографічна структура станом на 31 березня 2011 року:
|          | Загалом | Допрацездатний вік | Працездатний вік | Постпрацездатний вік |
| -------- | ------- | ------------------ | ---------------- | -------------------- |
| Чоловіки | 225     | 59                 | 146              | 20                   |
| Жінки    | 217     | 42                 | 129              | 46                   |
| Разом    | 442     | 101                | 275              | 66                   |